# Karl Josef Henckel von Donnersmarck
Karl Josef Henckel von Donnersmarck (ur. 7 listopada 1928 w Romolkwitz, zm. 16 kwietnia 2008 w Sliema) – niemiecki hrabia, mąż księżniczki Marii Adelajdy Luksemburskiej. Od 1993 był tytularnym 19. wolnym panem stanowym Bytomia.

## Wczesne lata życia i pochodzenie
Karl Josef Henckel von Donnersmarck urodził się 7 listopada 1928 roku w Romolkwitz na Dolnym Śląsku (ówczesne Niemcy) jako syn hrabiego Łazarza V Henckel von Donnersmarcka i hrabiny Marii Franciszki von und zu Eltz. Był członkiem śląskiej linii rodu Henckel von Donnersmarck, którego historia na tych ziemiach sięga XVII wieku. Jego dziadkiem był hrabia Edwin Henckel von Donnersmarck, pradziadkiem – hrabia Łazarz IV (1835–1914), a prapradziadkiem – hrabia Hugo I Henckel von Donnersmarck (1811–1890).

## II wojna światowa i utrata majątku
Do wybuchu II wojny światowej mieszkał w pałacu w Nakle Śląskim. W ostatnich miesiącach II wojny światowej losy rodziny uległy dramatycznej odmianie. W 1945 roku, po zajęciu Śląska przez Armię Czerwoną, wszystkie śląskie posiadłości Henckel von Donnersmarcków zostały skonfiskowane, a rodzina zmuszona do ucieczki z kraju. Hrabia Łazarz V (ojciec Karla) i jego bliscy nie przyjęli proponowanego im po wojnie obywatelstwa niemieckiego – zamiast tego zachowali polskie paszporty wydane jeszcze przed wojną, które na emigracji zostały potwierdzone przez prezydenta RP na uchodźstwie Augusta Zaleskiego. Mimo niemieckojęzycznego pochodzenia, rodzina Henckel von Donnersmarck została uznana za lojalnych obywateli II Rzeczypospolitej Polskiej. Utrata ojczystych dóbr na Górnym Śląsku oznaczała koniec wielowiekowej obecności rodu w tym regionie i początek życia na emigracji w zachodniej Europie.
Po 1945 roku młody Karl Josef kontynuował edukację już na emigracji.

## Małżeństwo z księżniczką Luksemburga i rodzina
Karl Josef Henckel von Donnersmarck zyskał międzynarodowy rozgłos dzięki swojemu małżeństwu z księżniczką luksemburską. 17 grudnia 1957 roku dwór wielkoksiążęcy Luksemburga ogłosił zaręczyny hrabiego z księżniczką Marią Adelajdą z Luksemburga, córką panującej wielkiej księżnej Charlotte i księcia Feliksa Burbon-Parmeńskiego.
Ślub cywilny odbył się 10 kwietnia 1958 roku w Pałacu Wielkoksiążęcym w Luksemburgu, a następnie tego samego dnia para zawarła związek w czasie uroczystej mszy w Katedrze Notre-Dame w Luksemburgu. Było to wydarzenie pionierskie – ceremonia zaślubin Karla Josefa i księżniczki Marii Adelajdy przeszła do historii jako pierwsze w dziejach telewizyjne transmitowane na żywo wesele członka rodziny królewskiej. Dzięki temu małżeństwu hrabia Henckel von Donnersmarck stał się oficjalnie członkiem rodziny wielkoksiążęcej Luksemburga, co znacząco podniosło prestiż jego rodu.
Po ślubie para początkowo mieszkała w Luksemburgu, gdzie przyszły na świat ich dzieci, a następnie osiadła w rodzinnej rezydencji – zamku Wolfsberg w Karyntii. Ta średniowieczna warownia, przebudowana została w latach 1847–1853 przez prapradziada Karla Josefa, hrabiego Hugona I, na okazały pałac w stylu angielskiego neogotyku i stała się siedzibą rodziny. Otoczony rozległym parkiem zamek służył Henckel von Donnersmarckom za dom przez kolejne dekady. W późniejszych latach rodzina przeniosła się ostatecznie do Szwajcarii.
Karl Josef i Maria Adelajda dochowali się czworga dzieci:
- Hrabia Andreas Henckel von Donnersmarck[3] (ur. 30 marca 1959, Luksemburg) – poślubił Johannę księżniczkę von Hohenberg (ur. 1966), prawnuczkę arcyksięcia Franciszka Ferdynanda Habsburga,
- Hrabia Félix Henckel von Donnersmarck[3] (ur. 2 marca 1960, Luksemburg – zm. 28 października 2007) – zmarł bezżennie w wieku 47 lat
- Hrabia Heinrich Henckel von Donnersmarck (ur. 13 listopada 1961, Luksemburg) – ożenił się z Anną-Marią Merckens (ur. 1969); w 2000 roku został prezesem giełdy papierów wartościowych SIX Swiss Exchange w Zurychu
- Hrabina Charlotte Henckel von Donnersmarck (ur. 4 sierpnia 1965, Fischbach w Luksemburgu) – w 1999 roku poślubiła hrabiego Christopha Johanna von Meran, potomka arcyksięcia Jana Habsburga.

## Ostatnie lata życia i śmierć
Małżeństwo Karla Josefa z Marią Adelajdą trwało niemal pół wieku aż do jej śmierci w 2007 roku (księżniczka zmarła 28 lutego 2007 w wieku 82 lat). Kilka miesięcy po utracie żony hrabia zdecydował się na ponowny ożenek – jeszcze w 2007 roku zawarł związek małżeński z Claire Reginą Barclay-Hoess. Druga żona była od niego o wiele młodsza i to małżeństwo trwało bardzo krótko. Karl Josef Henckel von Donnersmarck zmarł wkrótce potem, 16 kwietnia 2008 roku, podczas pobytu w Sliemie na Malcie w wieku 79 lat. 30 kwietnia 2008 został pochowany w Wolfsbergu na rodzinnym cmentarzu w sąsiedztwie mauzoleum hrabiego Hugona i Laury Henckel von Donnersmarcków.